# Мелетий Кавасилас (димотишки митрополит)
Вижте пояснителната страница за други личности с името Мелетий Кавасилас.
Мелетий (на гръцки: Μελέτιος, Мелетиос) е гръцки духовник.

## Биография
Роден е в 1817 година със светското име Михаил Кавасилас (Μιχαήλ Καβάσιλας) на Калимнос, зари което носи прякора Калимниос (Καλύμνιος). През март 1851 година е ръкоположен за титулярен синадски епископ и назначен за викарий на димотишкия митрополит.
На 2 ноември 1860 година е избран за димотишки митрополит. На 16 ноември 1868 година е преместен като критски митрополит. На 23 ноември 1874 година отново преместен като митрополит в Димотика. На 6 юни 1877 година пак става митрополит на Крит. Умира в Ираклио на 13 август 1882 година.